# Cynopotamus argenteus
El dentudo jorobado o mojarra perro (Cynopotamus argenteus) es una especie de peces de la familia Characidae en el orden de los Characiformes.

## Morfología
Los machos pueden llegar alcanzar los 21 cm de longitud total.

## Hábitat
Vive en zonas de clima tropical entre 20 °C - 24 °C de temperatura.

## Distribución geográfica
Se encuentran en Sudamérica:  cuencas de los ríos  Paraguay,  Paraná y ríos de Uruguay.